# Rodrigo Arango Velásquez
Rodrigo Arango Velásquez (Betania, Antioquia, 4 de marzo de 1925-Tuluá, Valle del Cauca, 27 de diciembre de 2008) fue un eclesiástico colombiano de la Iglesia católica. Fue obispo auxiliar de Medellín, y obispo de la diócesis de Buga.

## Biografía
Nació en el municipio de Betania, Antioquia, el 4 de marzo de 1925 y sus padres fueron Roberto Arango y María Velásquez. Entre 1939 a 1943 cursó el bachillerato clásico en el seminario menor de Jericó. En 1944 y 1945 cursó dos años de estudios de filosofía en el Seminario Mayor de Jericó.
En 1946 y 1947 cursó dos años de estudios teológicos en el Seminario Mayor de Manizales. En 1948 y hasta 1950 cursó estudios teológicos en la Universidad de Montreal (Canadá). Fue ordenado sacerdote por el cardenal Paul-Émile Léger en Montreal, el 3 de junio de 1950. En 1951 obtuvo la licenciatura en sagrada teología de la Universidad de Montreal.
De regreso a Colombia, fue en 1952 profesor en el Seminario Menor de Manizales. De 1953 a 1956 profesor de teología fundamental e historia de la filosofía en el Seminario Mayor de Manizales. En 1957 y 1958 fue rector del Seminario Menor.
En 1959 dejó el clero diocesano y entró a la Comunidad de San Sulpicio. De 1959 a 1960 adelantó estudios psicopedagógicos en la Universidad Católica de América (Washington). De 1961 a 1963 fue vicerrector del Seminario Mayor de Bogotá y profesor de teología dogmática e historia de la filosofía.
En 1964 cursó estudios bíblicos y teológicos en la Universidad Gregoriana y el Instituto Bíblico (Roma). En 1965 fue nombrado rector del Seminario Mayor de Manizales, y de 1968 a 1974 estuvo como rector del Seminario Mayor de Bogotá. En 1975 estuvo en Medellín y fue profesor de Eclisiología en la Universidad Pontificia Bolivariana. De 1976 a 1980 fue rector del Seminario Mayor de Brasilia (Brasil) y profesor de Sagrada Escritura en el mismo. A principios de 1981 fue encargado del Instituto Teológico del CELAM funciona en Medellín.
El 29 de enero de 1981, su santidad Juan Pablo II lo nombró como obispo titular de Casae en Numidia y auxiliar de Medellín. Recibió la consagración episcopal el 25 de marzo del mismo año de manos del cardenal Alfonso López Trujillo en la Catedral Metropolitana de Medellín. Fue nombrado vicario de formación sacerdotal y pastoral vocacional y luego como vicario de la zona rural de la Arquidiócesis, que en aquella época comprendía los actuales territorios de las diócesis de Caldas y Girardota. Después fue nombrado vicario de Religiosos.
El 17 de enero de 1985, el papa Juan Pablo II lo nombró como obispo de Buga y tomó posesión el 25 de marzo del mismo año. Durante su ejercicio como obispo de Buga ordenó a 46 sacerdotes y creó ocho parroquias, diez cuasiparroquias y ocho centro de evangelización. Fundó el Seminario Mayor de Buga, el Instituto Julián Mendoza Guerrero y la Casa del Mendigo San Lorenzo y construyó la Casa de retiro de Umbría Tuluá. 
El 19 de enero de 2001 se retiró del gobierno pastoral de la diócesis de Buga por límite de edad. Murió el 27 de diciembre de 2008 en una clínica de Tuluá, donde había sido internado por quebrantos de salud, fue sepultado en la capilla del Santísimo Sacramento de la Catedral de San Pedro Apóstol.